# Paraleprodera itzingeri
Paraleprodera itzingeri es una especie de escarabajo longicornio del género Paraleprodera, tribu Monochamini, familia Cerambycidae. Fue descrita científicamente por Breuning en 1935.
Se distribuye por China. Mide 22 milímetros de longitud. El período de vuelo ocurre en el mes de agosto.